# Moon Safari
A Moon Safari a francia Air zenekar első albuma 1998-ból. Chillout klasszikusnak számít. Leghíresebb dalai a Sexy Boy és az All I Need. Az album szerepel az 1001 lemez, amit hallanod kell, mielőtt meghalsz című könyvben.

## Az album dalai
|     | Cím                                      | Szerző(k)                | Hossz |
| --- | ---------------------------------------- | ------------------------ | ----- |
| 1.  | La femme d'argent                        | Air                      | 7:08  |
| 2.  | Sexy Boy                                 | Air                      | 4:57  |
| 3.  | All I Need                               | Air; szöveg Beth Hirsch  | 4:28  |
| 4.  | Kelly Watch the Stars                    | Air                      | 3:44  |
| 5.  | Talisman                                 | Air                      | 4:16  |
| 6.  | Remember                                 | Air, Jean-Jacques Perrey | 2:34  |
| 7.  | You Make It Easy                         | Air; szöveg Hirsch       | 4:00  |
| 8.  | Ce matin-là                              | Air, P. Woodcock         | 3:38  |
| 9.  | New Star in the Sky (Chanson pour Solal) | Air                      | 5:38  |
| 10. | Le voyage de Pénélope                    | Air                      | 3:10  |

## Közreműködők
- Jean-Benoît Dunckel – billentyűk, szintetizátor, orgona, ének, zongora, pánsíp, taps, glockenspiel
- Nicolas Godin – basszusgitár, szintetizátor, ütőhangszerek, ének, gitár, taps, szájharmonika, glockenspiel, zongora, orgona, pánsíp, dob
- Beth Hirsch – vokál
- Enfants square Burcq – vokál
- Alf (a.k.a. Stephane Briat) – taps
- Caroline L. – taps
- Marlon – dob
- Eric Regert – orgona
- David Whitaker – vonósok hangszerelése, karmester
- P. Woodcock – gitár, tuba

## Külső hivatkozások
- Hivatalos honlap
- Air's own label site
- Discussion board Archiválva 2007. március 6-i dátummal a Wayback Machine-ben
- Air on Last.fm
- Discogs